# 龍山線
龍山線（：／ Yongsan seon */?）是韩国铁道公社一條連結大韓民國首爾特別市龍山區龍山站與首爾特別市西大門區加佐站的鐵路線。現在大部分的路線都已經地下化，全線有首都圈電鐵運行，加佐至陵谷路段的與京義線新線並行，因此該段又稱「新京義線」（신경의선）。
2014年12月27日加佐至龍山路段完全連結，新設與中央線和京義線之間的單一運行系統並直通運行，开行首都圈電鐵京義·中央線，中間因為土地補償等而延遲的孝昌公園站在2016年4月30日開通。

## 路线资料
- 路线距离：7.0km
- 轨间距离：1435mm
- 车站数：7
- 复线区间：全线
- 电化区间：全线(交流25kV，60Hz架空线)
- 地下区间：全线
- 安全装置：ATS
- 最高速度：110km/h

## 历史
1905年11月5日龍山線作为京義線主线一部分 (龍山 - 水色)通车，1908年，韓國第一列特快列車隆熙號開始在新義州和釜山之間经京釜線及京義線運行。但是京釜線及京義線终点分别位于南大門 (京城、首尔)和龍山，京釜線列車抵达南大門后必须换向，沿原路到龍山才能转上京義線。为了连接京釜線南大門站，1920年京義線新建水色 - 南大門路段开通，隔年7月11日龍山 - 水色之间的旧线废线。
不过1929年朝鲜总督府铁道利用龍山 - 西江旧线路跡开通今日的龍山線，当时路线为龍山 - 西江 - 唐人里，包括唐人里線区间，1930年开通西江－京義線新村站的支线--新村连结线，并开行由京義線、新村連結線、唐人里線、龍山線、京釜線组成京城循环路线運行系統，于1930~1944年间运营。1940年開始興建龍山 - 西江复线化。
韓国独立後，1955年開通西江 - 水色區間，称为“水色線”，之后并入龍山線，至此龍山線全线恢复。1960年新村连结线废线；1974年西江 - 唐人里独立为唐人里線，1975年唐人里線停止旅客輸送，龍山線连带停止旅客輸送，轉變為貨運路線。之后孝昌 - 西江間於2004年被拆除，西江 - 加佐區間於2005年被拆除，仅剩龍山至孝昌區間被用作列车折返线，至2009年该路段也被废线。
不过由于京義線首尔沿線人口大幅増加，韩国铁道公社计划将龍山線地下化，连接京義線与中央線，开行首都圈電鐵京義·中央線。2012年12月15日孔德站至加佐站雙線電氣地下化通車，2014年12月27日龍山站至孔德站雙線電氣地下化通車，加佐至龍山完全連結，开始开行首都圈電鐵京義·中央線，因為土地補償等而延遲的孝昌公園站在2016年4月30日開通。2018年平昌冬奧期间韩铁曾经利用龍山線开行KTX江陵線直通仁川國際機場鐵道的列车。
目前龍山線在龍山站現可轉乘1號線、中央線、湖南高速線，並預計與與建中的新盆唐線第二期延伸線連接。其餘各站，孔德站可轉乘5號線、6號線及仁川國際機場鐵道；弘大入口站可轉乘2號線及仁川國際機場鐵道。龍山線由孔德開往京義線終點的文山平均每小時10班，上班尖峰時段每小時更達20班，比首爾站開出的京義線本线列車多。

### 年表
- 1905年11月5日：作为京義線一部分線路通車。
- 1921年7月11日：京義線南大門站(今 首爾站)至水色站通車而废线。
- 1929年
  - 9月20日：龍山 - 西江通車，同时开通唐人里線。
  - 12月1日：孔德里站、西江站啟用。
- 1930年
  - 12月15日：新村連結線西江站至新村站通車。
  - 12月25日：京城循環列車運行開始。
- 1944年3月31日：彌生町站、孔德里站廢站，京城循環列車停止开行。
- 1948年1月：元町站改名為孝昌站。
- 1955年2月3日：西江站至水色站通車。
- 1960年4月1日：新村連結線废线。
- 1972年5月1日：東幕站廢站。
- 1974年8月15日：孝昌站、放送所前站廢站。
- 1974年～1980年：龍山站至唐人里站分離成唐人里線，水色線編入龍山線。
- 1978年6月23日：孝昌站復站
- 2004年7月1日：西江站至孝昌站废线。
- 2005年：加佐站至孝昌站废线。[3]
- 2012年12月15日：孔德站至加佐站雙線電氣地下化通車。
- 2014年
  - 3月17日：西江站改名為西江大學站。
  - 12月27日：龍山站至孔德站雙線電氣地下化通車。
- 2015年7月6日：孝昌站改名為孝昌公園站，車站移至起點龍山站前1.5公里處。
- 2016年4月30日：孝昌公園站啟用。

## 車輛
- 321000系電車
- 331000系電車
- 319000系電車

## 車站列表
下方列表根據國土交通部告示第2015-437號。
| 車站編號           | 中文站名           | 韓文站名           | 英文站名           | 京義·中央線電鐵    | 京義·中央線電鐵    | 接續路線                                                   | 站間距離           | 營業距離           | 所在地             | 所在地             | 所在地 |
| 車站編號           | 中文站名           | 韓文站名           | 英文站名           | 緩行               | 文山急行           | 接續路線                                                   | 站間距離           | 營業距離           | 所在地             | 所在地             | 所在地 |
| ↑ 與京元線直通運行 | ↑ 與京元線直通運行 | ↑ 與京元線直通運行 | ↑ 與京元線直通運行 | ↑ 與京元線直通運行 | ↑ 與京元線直通運行 | ↑ 與京元線直通運行                                         | ↑ 與京元線直通運行 | ↑ 與京元線直通運行 | ↑ 與京元線直通運行 | ↑ 與京元線直通運行 |        |
| ------------------ | ------------------ | ------------------ | ------------------ | ------------------ | ------------------ | ---------------------------------------------------------- | ------------------ | ------------------ | ------------------ | ------------------ | ------ |
| K110               | 龍山               |                    |                    | ●                  | ●                  | 京釜線 (●首都圈電鐵1號線) 京元線 (● 首都圈電鐵京義·中央線) | 0.0                | 0.0                | 首爾特別市         | 龍山區             |        |
| K311               | 孝昌公園           |                    |                    | ●                  | ｜                 | ●首尔地铁6号线                                             | 1.5                | 1.5                | 首爾特別市         | 龍山區             |        |
| K312               | 孔德               |                    |                    | ●                  | ●                  | ●首都圈電鐵5號線 ●首尔地铁6号线 ●仁川國際機場鐵道          | 1.0                | 2.5                | 首爾特別市         | 麻浦區             |        |
| K313               | 西江大學           |                    |                    | ●                  | ｜                 |                                                            | 1.9                | 4.4                | 首爾特別市         | 麻浦區             |        |
| K314               | 弘益大學           |                    |                    | ●                  | ●                  | ●首爾地鐵2號線 ●仁川國際機場鐵道                           | 0.9                | 5.3                | 首爾特別市         | 麻浦區             |        |
| K315               | 加佐               |                    |                    | ●                  | ｜                 | 京義線 (● 首都圈電鐵京義·中央線)                           | 1.7                | 7.0                | 首爾特別市         | 西大門區           |        |
| ↓ 與京義線直通運行 |                    |                    |                    |                    |                    |                                                            |                    |                    |                    |                    |        |

### 2009年以前
下面是2009年以前，首都圈電鐵京義·中央線開通的情況。英文站名是廢站時的英文拼音。
| 中文站名 | 韓文站名 | 英文站名 | 站間距離 （公里） | 營業距離 （公里） | 接續路線                                              | 所在地     | 所在地   | 備註              |
| -------- | -------- | -------- | ----------------- | ----------------- | ----------------------------------------------------- | ---------- | -------- | ----------------- |
| 龍山     |          |          | 0.0               | 0.0               | 京釜線 (●首都圈電鐵1號線) 京元線 (● 首都圈電鐵中央線) | 首爾特別市 | 龍山區   |                   |
| 彌生町   |          |          | (0.6)             | (0.6)             |                                                       | 首爾特別市 | 龍山區   | 1944年3月31日廢站 |
| 孝昌     |          |          | 1.8               | 1.8               |                                                       | 首爾特別市 | 龍山區   |                   |
| 孔德里   |          |          | (0.6)             | (2.4)             |                                                       | 首爾特別市 | 麻浦區   | 1944年3月31日廢站 |
| 東幕     |          |          | (0.8)             | (3.2)             |                                                       | 首爾特別市 | 麻浦區   | 1972年5月1日廢站  |
| 西江     |          |          | 2.6               | 4.4               |                                                       | 首爾特別市 | 麻浦區   |                   |
| 加佐     |          |          | 2.6               | 7.0               | 京義線 (● 首都圈電鐵京義線)                           | 首爾特別市 | 西大門區 |                   |

### 廢站
- 弥生町站：距離龍山1.8公里
- 孔德里站：距離龍山2.4公里
- 東幕站：距離龍山3.2公里

### 过去接续路线
- 西江站：新村连结线、唐人里線